# Мэнгэй
Мэнгэ́й — улус в Селенгинском районе Бурятии. Входит в сельское поселение «Ноехонское».

## География
Расположен в местности Ноехон, в 12 км юго-западнее центра сельского поселения — улуса Зурган-Дэбэ.
Через улус проходит просёлочная дорога от Усть-Чикойской паромной переправы на село Подлопатки Мухоршибирского района.

## Население
| 2002 | 2010 |
| ---- | ---- |
| 15   | ↘13  |